# Gülbahar Mükrime Hatun
Gülbahar Mükrime Hatun (în turca otomană: کل بھار نمکرمه خاتون, „Trandafirul inofensiv al primăverii"; n.  ?, Trabzon, Turcia – d. 1492, Constantinopol, Imperiul Otoman, Turcia) a fost soția legală a sultanului Mahomed al II-lea Cuceritorul și mama sultanului Baiazid al II-lea.
În documentele rămase în palat, numele său este menționat ca „Gülbahar bint Abdullah” și se crede că ea ar fi de origine albaneză, kosovară, valahă, sârbă sau bulgară.
Ajunsă în palatul otoman în anul 1445, se convertește la islam și intră în haremul prințului Mahomed, viitorul sultan Mahomed al II-lea. În anul 1446, tatăl prințului Mahomed, sultanul Murad al II-lea, împreună cu soția sa, Mara Despina Sultan, organizează fiului lor ceremonia de căsătorie cu Gülbahar Mükrime, iar la trei luni după căsătorie, aceasta naște o fiică, Gevherhan Sultan (n. 1446 - d. 1514) și apoi un fiu, viitorul sultan Baiazid al II-lea (n. 3 decembrie 1447 - d. 26 mai 1512).
După moartea sultanului Murad al II-lea, noul sultan Mahomed al II-lea, preia conducerea imperiului și este sprijinit de mama sa vitregă, Mara Despina Sultan, care devine "Üvey Valide Sultan" (sultana-mamă vitregă), preluând conducerea haremului și devenind sfetnic desăvârșit la curtea otomană. După ce Mahomed al II-lea reușește cucerirea Constantinopolului (1453), familia rămâne în Vechiul Palat, ca mai apoi, în 1478 să se mute în Palatul Topkapı, a cărui construcție era finalizată. Gülbahar Sultan este sprijinită și protejată de soacra sa vitregă, Mara Despina Sultan, oferindu-i acesteia o odaie proprie în harem, în care va locui împreună cu copiii ei. 
Pentru siguranța sa și a fiului ei, în anul 1480, Gülbahar și prințul Baiazid sunt trimiși în palatul din Edirne, unde vor rămâne până la moartea lui Mahomed al II-lea. După moartea soțului ei, Gülbahar revine în capitală împreună cu noul sultan Baiazid al II-lea pentru preluarea tronului. Acesta este urcat pe tron și devine noul conducător al imperiului, iar Gülbahar își dezvoltă puterea în harem devenind „Valide Sultan” și primind un sigiliu propriu prin care își manifestă identitatea în toate lucrările și documentele politice ale statului. 
Baiazid al II-lea a construit o moschee pentru mama sa în Edirne, dar la jumătatea secolului al XX-lea, aceasta a fost demolată. Gülbahar Mükrime Hatun reușește să se bucure de poziția sa pentru aproximativ 11 ani, dar moare în anul 1492 și este înmormântată într-un complex care îi poartă numele, vizavi de Moscheea Fatih din Istanbul.